# Hillel Hazaken
« Hillel » redirige ici. Pour les autres significations, voir Hillel (homonymie).
Hillel l’Ancien, ou Hillel le Sage (hébreu : הלל הזקן, Hillel Hazaken) est le dernier président du Sanhédrin de l’époque des Zougot.
Né à Babylone vers - 70 et mort à Jérusalem en 8 , il devient la figure intellectuelle dominante sous le règne d’Hérode, fondant une école d’interprétation pragmatique de la loi juive ainsi qu’une dynastie de patriarches qui assurera l’autorité spirituelle sur la Judée jusqu’au IVe siècle. La tradition rabbinique le compare à plusieurs reprises à Esdras et Moïse, et c’est selon l’opinion de son école, Beit Hillel (Maison de Hillel), qu’a été fixée la loi dans la plupart des cas.

## Éléments de biographie
Pour important qu’il soit dans le judaïsme de son temps, ainsi qu’en témoigne Flavius Josèphe, la vie d’Hillel n’est dans sa majeure partie connue que par la littérature rabbinique.
Celle-ci le crédite d’avoir vécu comme Moïse 120 ans, passant les quarante premières années de sa vie en Babylonie, les quarante suivantes à acquérir son savoir à Jérusalem et les quarante dernières à assumer l’autorité spirituelle suprême sur les enfants d’Israël (Sifre Devarim 357). Rien n’est dit de sa famille, sinon que son frère Shebna est marchand tandis qu’il se dévoue à l’étude (T.B. Sota 21a) ; de nombreuses traditions font remonter l’ascendance des patriarches issus de lui à la maison de David, et une chronique du Xe siècle précisera qu’il en descend par sa mère tandis que son père proviendrait de la tribu de Benjamin. Arrivé à Jérusalem, il aurait vécu dans la précarité, consacrant la moitié de son maigre salaire de bûcheron à sa famille et l’autre à suivre l’enseignement des grands maîtres de son temps, Shemaya (en) et Avtalyon ; par une veille de chabbat où la neige tombe dru, il sera incapable de payer les frais d’entrée, montera sur le toit pour assister à leurs discussions et sera découvert le lendemain gelé et recouvert d’une couche de neige de trois paumées — les maîtres transgresseront le chabbat en effectuant diverses activités normalement interdites pour le réchauffer (T.B. Yoma 35b).

La tradition la plus souvent citée sur les origines de Hillel sont l’enseignement de Rech Lakich : 

« Lorsque la Torah fut oubliée d’Israël, Ezra monta de Babylone et la rétablit ; lorsqu’elle fut de nouveau oubliée, Hillel le Babylonien monta et la rétablit — T.B. Soucca 20a »

Toutefois, le qualificatif de Babylonien désignait génériquement les Juifs nés en diaspora, et une tradition indiquerait au contraire que Hillel officiait comme juge rabbinique à Alexandrie dont il serait parti à Jéricho — où un écho de voix annonce qu’il y a dans l’assemblée des juges un homme qui mériterait que la présence divine repose sur lui comme elle a reposé sur Moïse ; tous les sages tournent alors leurs yeux vers Hillel — puis à Jérusalem.

## Une figure importante
Cependant, rien ne peut être établi avec certitude à ce sujet, et le nom de son père n'est jamais mentionné. Seul apparaît le nom de son frère, Shebna, riche marchand. Cependant, Hillel ne voulut pas profiter de ses largesses, et gagna sa vie comme bûcheron, afin de pouvoir consacrer la moitié de la journée à l'étude la Torah. L'émigration d'Hillel de Babylonie en Israël se situe dans les années 20-10 avant notre ère, durant le règne d'Hérode le Grand.
Son école a pour principe qu'« on n'édicte pas de décret si la majorité ne peut le supporter », prônant non la complaisance mais la compréhension. Outre ses enseignements sur la Loi juive, dont dérive en grande partie la pratique actuelle du judaïsme, il émet de nombreux aphorismes, dont :
- « Si je ne suis pas pour moi, qui le sera ? Si je ne suis que pour moi, que suis-je ? Et si pas maintenant, quand[8] ? »

אם אין אני לי, מי לי; וכשאני לעצמי, מה אני; ואם לא עכשיו, אימתי              (Im eyn ani li, mi li ? Vékché ani léatzmi, ma ani ? Vé im lo akhchav, az matay ?)
- « Ce qui est détestable à tes yeux, ne le fais pas à autrui. C'est là toute la Torah, le reste n'est que commentaire. Maintenant, va et étudie[9]. »

Originaire de Babylone (cf. traité Souca 20a), Hillel est selon le Talmud d'ascendance davidique, bien que cette tradition soit contestée
Selon le Sifre, Hillel vécut, comme Moïse avant lui, et plus tard Rabban Yohanan ben Zakkaï et Rabbi Akiva, 120 ans, divisés en trois périodes de 40 ans.
C'est à 40 ans qu'Hillel se rend en terre d'Israël pour étudier auprès des deux maîtres de sa génération, Chemaya et Avtalion. Selon le Rav Adin Steinsaltz, Hillel avait commencé son étude de la Torah en Babylonie, où il était déjà considéré comme un érudit.

Bien que sa famille soit prospère, Hillel refuse d'en tirer avantage, préférant subvenir à ses besoins en exerçant le métier de bûcheron, qui possède l'avantage de lui laisser se consacrer aux études à mi-temps.

Cependant, l'accès aux études était à l'époque limité à ceux qui pouvaient en payer les droits d'entrée. Un jour, n'ayant pu se procurer le demi-dinar nécessaire, il se résolut à écouter les leçons des maîtres sur le toit. Ceux-ci le retrouvèrent à moitié gelé le lendemain, et décidèrent de l'acquitter du droit d'entrée ad vitam.
Il passa donc 40 ans de sa vie à étudier, avant d'être élu Nassi du Sanhédrin à la suite d'un heureux concours de circonstances, relaté dans les traités Pessa'him (Bavli 66a et Yeroushalmi 6,1) : une année, la veille de Pessah tombe un Chabbat. Situation inédite ! Lequel a-t-il préséance ? Faut-il déplacer la veille de Pessah et fausser ainsi le calendrier juif ?
Hillel se montre alors le seul de sa génération à détenir les connaissances et aptitudes suffisantes pour trancher la Loi.
On peut toutefois ne pas accorder une créance totale à cette version des faits, et supposer seulement qu'il a exercé ses fonctions de -30 à 10 EC.

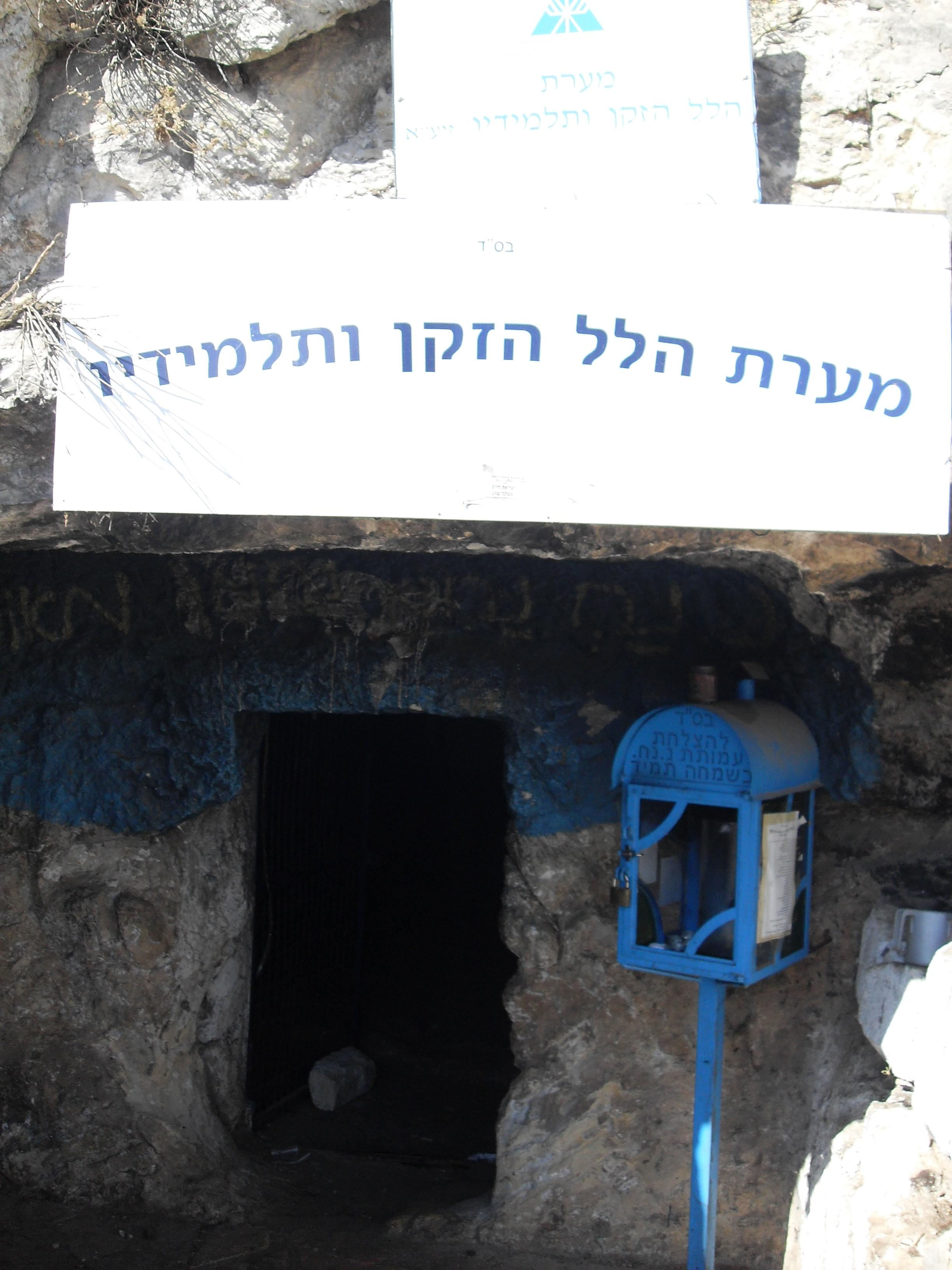
La tombe de Hillel, sur le mont Méron.

Il fonda une école de pensée partisane d'un courant d'interprétation souple de la halakha, ensemble des règles de la vie ordinaire, religieuses et juridiques, en opposition à Shammaï, partisan d'une pratique plus rigoureuse.
Il fut aussi président du Sanhédrin pendant une vingtaine d'années, et fonda la dynastie des Nessi'im (qui fut la seule véritable autorité reconnue par le peuple après le déclin de la royauté et avant la dissolution du Sanhédrin par Rome, vers le Ve siècle EC.
Hillel renouvela l'interprétation de la Loi en publiant sept règles herméneutiques reprises plus tard par Rabban Yohanan ben Zakkaï lorsqu'il transféra le Sanhédrin à Yavné après la destruction du temple en 70.

## Quelques enseignements
- « Si je ne suis pas pour moi, qui le sera ? 
Et si je ne suis que pour moi, QUE suis-je ? 
Et si pas maintenant, quand ? » (Pirke Avot 1:14)

Explication : Chacun doit s'occuper de lui-même et assurer son salut, sans se reposer sur les autres, sans perdre un instant, car nos mérites sont si petits, le chemin est encore si long, et demain, nous aurons peut-être cessé de vivre.

D'après le Rav Moïse Schul, éditions Colbo des Pirke Avot,  (ISBN 2-85332-175-4)
- « Ce que tu ne voudrais pas que l'on te fît, ne l'inflige pas à autrui. C'est là toute la Torah, le reste n'est que commentaire. Maintenant, va et étudie. » (Talmud de Babylone, traité Shabbat 31a.), à un homme qui lui aurait demandé de lui expliquer le sens de la Torah debout sur un pied. Cette réponse est souvent désignée sous le nom de « Règle d'or ».

## Son nom
- Rue Hillel à Jérusalem.
- Le nom de Hillel figure au fronton de la Bibliothèque Sainte-Geneviève, au 10 place du Panthéon dans le 5e arrondissement de Paris, parmi les Sages de l'Humanité.
- Une synagogue porte son nom, à Bruxelles, le Beth Hillel.